# Prins Vilhelm Henrik, hertig av Gloucester och Edinburgh
Prins Vilhelm Henrik (engelska: William Henry), hertig av Gloucester och Edinburgh, född 14 november 1743, död 25 augusti 1805, var en brittisk prins, son till Fredrik, prins av Wales och yngre bror till kung Georg III av Storbritannien.
Vilhelm Henrik blev 1764 upphöjd till hertig av Gloucester och Edinburgh och avancerade i armén så småningom till fältmarskalk (1793). 
Han gifte sig 1766 i hemlighet med Maria Walpole, änkegrevinna av Waldegrave. Då detta giftermål 1772 blev bekant för Georg III, förvisades han från hovet, men äktenskapet förklarades 1773 efter undersökning giltigt, och han togs 1780 åter till nåder.
Barn:
- Prinsessan Sophia Mathilda (1773-1844)
- Prinsessan Caroline Augusta (1774-1775)
- Prins Vilhelm Fredrik, hertig av Gloucester och Edinburgh (1776-1834)